# Omphaliaster palustris
Omphaliaster palustris är en svampart som beskrevs av Kalamees 1986. Omphaliaster palustris ingår i släktet Omphaliaster och familjen Tricholomataceae.   Inga underarter finns listade i Catalogue of Life.